# Komlan Mally
Komlan Mally (1960) es un político de Togo, que fue primer ministro del país desde diciembre de 2007 hasta su dimisión en febrero de 2008.
Mally es miembro del Comité Central del partido Unión del Pueblo Togolés (Rassemblement du Peuple Togolais). Ha sido Prefecto de Wawa, y Golfe, y en septiembre de 2006 fue designado Ministro de Planificación en el gobierno de Yawovi Agboyibo, donde permaneció hasta diciembre de 2007. Fue elegido para la Asamblea Nacional en las elecciones parlamentarias de octubre de 2007 por la Prefectura de Amou. Después fue designado como primer ministro por el presidente Faure Gnassingbé el 3 de diciembre de 2007. Hasta ese momento se consideraba un político poco conocido.
| Predecesor: Yawovi Agboyibo | Primer ministro de Togo 2007-2008 | Sucesor: Gilbert Houngbo |